# آرمینه آراکلیان
آرمینه آراکلیان (ارمنی: Արմինե Առաքելյան؛ انگلیسی: Armineh Arakelian؛ زادهٔ ۲۱ مارس ۱۹۶۲) دانشمند علوم سیاسی و حقوقدان ارمنی‌تبار اهل ارمنستان-ایران-فرانسه است.

## زندگی‌نامه
وی در ۲۱ مارس ۱۹۶۲ در تهران به دنیا آمد . 